# Avelino Porto
Avelino José Porto (Buenos Aires, 5 de noviembre de 1935 - 12 de septiembre de 2024) fue un abogado, docente y político argentino que fundó y presidió la Universidad de Belgrano hasta el año 2021. También fue ministro de Salud de Argentina durante la presidencia de Carlos Menem entre 1990 y 1991.

## Biografía
Recibió su educación secundaria en el Liceo Militar General San Martín. Se recibió de abogado por la Universidad de Buenos Aires en 1959. Ese mismo año comenzó su carrera de abogado como secretario de un Juzgado del Fuero Criminal, cargo que dejó en 1971.
En 1964 fundó la Universidad de Belgrano, de la cual fue presidente desde entonces hasta que abandonó el cargo en 2021.
Se doctoró en derecho en 1967 por la Universidad Nacional de La Plata. En 1974 fue nombrado miembro de la Cámara Penal en lo Económico, la que presidió de 1976 a 1978, año en que renunció a la misma.
Durante la última dictadura fue presidente del Consejo de Rectores de Universidades Privadas, cargo que volvió a ejercer durante la presidencia de Raúl Alfonsín; en total, fue su presidente durante cinco períodos y en dos períodos se desempeñó como vicepresidente.
En 1984 fue uno de los fundadores de la Academia Nacional de Educación y su presidente reelecto en once oportunidades. Fue fundador del Programa Columbus, que suma universidades de Europa y América Latina, y fue miembro durante muchos años de su junta directiva.
En 1991 fue nombrado Ministro de Salud de la Nación por el presidente Carlos Saúl Menem. Durante su paso por el Ministerio de Salud se iniciaron campañas de concientización y prevención del cólera y el sida por primera vez en el país.
En 1992 fue candidato a senador nacional por la Capital Federal. En esta elección fue derrotado por el radical y futuro presidente de la Nación Fernando de la Rúa. 
Desde 1997 fue miembro activo de la Academia Europea de Ciencias y Artes, con sede en Salzburgo. Participó en varias otras fundaciones y asociaciones de universidades. Desde 1998 fue presidente de la Fundación Ser y Pertenecer, fundada por los asociados a la Universidad de Belgrano.
Fue director y productor de varios programas de televisión como Aldea Global, Proyecto de Vida, Opiniones Opuestas y Universidad Crítica (este último continúa actualmente). Ha publicado "Capítulos del Pensamiento", editado por la Editorial de Belgrano en 1996. Este volumen reúne un conjunto de escritos sobre problemas relativos a tres grandes campos de reflexión: la educación, la universidad y la identidad histórica y cultural de la Argentina y de América Latina.
En 2005 fue cofundador y coordinador del Foro del Bicentenario; grupo de argentinos que analizan la realidad del país en su bicentenario.
Fue distinguido con un título honorífico de Commendatore, otorgado por el Gobierno de Italia, con la Medalla Orden al Mérito otorgado por el Círculo de Egresados del Liceo Militar General San Martín y como doctor honoris causa por la Universidad Argentina de la Empresa en 2012.
El 8 de mayo de 2019 fue distinguido como ciudadano ilustre de la Ciudad Autónoma de Buenos Aires en el salón dorado de la Legislatura Porteña.

## Controversias
Durante su gestión en el Ministerio de Salud y Acción Social se licitó la compra de 4000 toneladas de leche en polvo, como parte del "Plan Nacional Materno Infantil". La licitación tuvo un único oferente, a un precio 133 % por encima a su valor de mercado, y de todos modos le fue asignado el contrato. Esa compra llegó a los comedores más humildes del país con Escherichia coli, causante de vómitos, diarreas e infecciones urinarias. También era dudoso su valor nutritivo: en muchas de las cajas no figuraba la fecha de vencimiento, que indica el tiempo de degradación de las proteínas. Todo ello produjo distintos tipos de enfermedades a los bebes pobres que eran "alimentados" en esos centros del conurbano y en el resto del país. Esta irregular compra se hizo a una empresa proveedora perteneciente a Carlos Spadone, que figuraba como asesor del presidente Menem, y socio en su bodega. La empresa compraba el 10% de la leche a dos fabricantes; una de ellas era la empresa del secretario privado de la presidencia Miguel Ángel Vicco, quien tuvo que renunciar en medio del escándalo; el resto de la leche en polvo era importada desde Europa, en bolsas sin rotular. Por su parte, la empresa de Spadone ganó 12 millones de dólares con el sobreprecio pagado por el Ministerio. Durante las pruebas de la leche, comprada por el Ministerio a cargo de Porto, el Conicet pudo determinar que la leche presentaba una «sustancia radiactiva no natural, compatible con la medida en leche contaminada por el accidente de Chernobyl».
Porto, envuelto en este caso de corrupción, renunció a su cargo; ese mismo año compitió como candidato a senador por la Capital Federal, siendo derrotado por Fernando De la Rúa. Spadone fue absuelto en 2002, pero un año después el fallo fue revocado y fue condenado a dos años y medio de prisión en suspenso y 90 mil dólares de multa.